# Reset (Set Your Goals)
Reset è un EP dal gruppo melodic hardcore punk Set Your Goals, pubblicato l'11 aprile 2006. Questa è una re-release del loro "Set Your Goals Demo", uscito nel 2004, ma con in più una traccia bonus.

## Tracce
1. Reset – 1:21
2. How 'Bout No, Scott? – 1:18
3. Goonies Never Say Die! – 2:59
4. Sharptooth – 1:12
5. Latch Key – 3:03
6. Do You Still Hate Me? (Bonus) – 2:51